# Make Someone Happy (álbum)
Make Someone Happy es el segundo álbum de estudio de la  cantante canadiense Sophie Milman, publicado a mediados de junio de 2007 a través de Linus Entertainment.

## Recepción de la crítica
Ken Dryden, escribiendo para AllMusic, declaró: “Sophie Milman merece un gran elogio por no ir a lo seguro y correr algunos riesgos en esta salida, que se recomienda encarecidamente”. Jenifer Dravillas, contribuidora de Chicago Music Guide, indicó que la cantante “tiene una voz baja muy agradable, ronca y sensual – muy adecuada para cantar jazz”, pero reconoció que “tiene una tendencia a terminar sus frases con un vibrato juguetón usado en exceso que tiene un estilo algo anti-jazz”.
En All About Jazz, Jeff Winbush describió el álbum como “una fuerte señal de su crecimiento y de su creciente confianza como artista”, mientras que Donald Elfman lo calificó como “una mezcla de música de espectáculos, algunas melodías pop y nuevas canciones de las plumas de amigos y asociados”.

## Galardones
| Año  | Premio       | Categoría                      | Destinatario       | Resultado | Ref.  |
| ---- | ------------ | ------------------------------ | ------------------ | --------- | ----- |
| 2008 | Premios Juno | Álbum de jazz vocal del año    | Make Someone Happy | Ganador   | [ 5 ] |
| 2008 | Premios Juno | Ingeniero de grabación del año | John Bailey        | Nominado  | [ 5 ] |

## Lista de canciones
| Edición estándar |                                   |                                      |          |  |
| N.º              | Título                            | Escritor(es)                         | Duración |  |
| 1.               | «People Will Say We're in Love»   | Richard Rodgers Oscar Hammerstein II | 3:09     |  |
| 2.               | «Something in the Air Between Us» | Steve McKinnon                       | 4:13     |  |
| 3.               | «Rocket Love»                     | Stevie Wonder                        | 4:34     |  |
| 4.               | «So Long, You Fool»               | Paul Shrofel Sharada Banman          | 3:05     |  |
| 5.               | «Matchmaker, Matchmaker»          | Jerry Bock Sheldon Harnick           | 3:17     |  |
| 6.               | «Like Someone in Love»            | Jimmy Van Heusen Johnny Burke        | 3:31     |  |
| 7.               | «Make Someone Happy»              | Jule Styne Betty Comden Adolph Green | 4:01     |  |
| 8.               | «(It's Not Easy) Bein' Green»     | Joe Raposo                           | 4:42     |  |
| 9.               | «Reste (Stay)»                    | Cameron Wallis                       | 3:22     |  |
| 10.              | «Fever»                           | Eddie Cooley John Davenport          | 5:14     |  |
| 11.              | «Undun»                           | Randy Bachman                        | 3:39     |  |
| 12.              | «It Might as Well Be Spring»      | Rodgers Hammerstein II               | 3:37     |  |
| 13.              | «Eli, Eli (A Walk to Caesarea)»   | Hannah Szenes                        | 3:24     |  |

| Edición japonesa (bonus tracks) |                          |          |  |
| N.º                             | Título                   | Duración |  |
| 14.                             | «Stay» (English version) | 3:31     |  |
| 15.                             | «Save Your Love for Me»  | 4:49     |  |